# Euxoa semiconfluens
Euxoa semiconfluens är en fjärilsart som beskrevs av Lucas 1959. Euxoa semiconfluens ingår i släktet Euxoa och familjen nattflyn. Inga underarter finns listade i Catalogue of Life.